# Laura Malin
Laura Malin (27 de abril de 1974 (50 años) es una escritora, y periodista brasileña. Ha escrito novelas, biografías y guiones de cine y televisión, y ha trabajado como reportera y editora.

## Carrera y vida tempranas
Laura nació en Río de Janeiro en 1974, hija única de Ana María B. y de Mauro Malin. Debido a asuntos políticos, pasó parte de su niñez temprana mudándose permanentemente: primero Petrópolis, luego Salvador (ambos en Brasil) y Santa Barbara (California), y finalmente París. Regresaron a Brasil en 1980 cuándo escribió (aún inédito) “El Caso de la Lista Punjabi” para darlo como presente de Navidad a su familia.
A los 15 ocupó el verano de 1990 en un kibutz en Israel, y al año siguiente regresó a Francia para proseguir sus estudios en literatura francesa. Allí empezó a interesarse por el cine mientras asistía al festival cinematográfico de Cannes. En 1997 se graduó en periodismo por la Pontificia Universidad Católica de Río de Janeiro.
Durante principios de los 1990s Laura trabajó como traductora y periodista. En 1998, se mudó a California para estudiar escritura y guiones en la Universidad de California en Berkeley (UC Berkeley.) Después de completar sus cursos se fue a Los Ángeles por dos años, y vuelve a Brasil en 2000.

## Periodismo
El primer trabajo de Laura como reportera fue, en 1993, en Jornal Brasil mientras todavía era estudiante universitaria. Permaneció fuera del campo por 20 años, hasta que fue contratada para trabajar en Globo en el Departamento de Periodismo en 2012. Laura es actualmente editora sénior del sitio web de la radioemisora.

## Autora de libros
A los 30, Laura publicó su primera novela, Julio & Juliano, un thriller ubicado en Río de Janeiro. Su segundo libro, una biografía sobre la actriz brasileña Débora Duarte, apareció ocho años más tarde. En 2011, Livro de Joaquim, el primer libro de Tempo Perdido de saga épica. En 2013, salió el segundo volumen, Livro de Leah. El mismo año Laura también liberó una biografía sobre la top modelo Luiza Brunet. Su primer libro infantil, Nada D+, escrito con el cantante Gabriel O Pensador, fue lanzado en 2014.

## Trabajo en el extranjero
Laura empezó a escribir para cine y proyectos televisivos fuera del país, en Angola, donde escribió la serie de televisión Novos Quilombos; París, donde desarrolló una serie de obras para móviles; y en EE. UU. Laura trabajó como guionista en el conjunto de Los Asesinatos de Río, un largometraje que adaptó para un carácter brasileño (Spokane, WA). En 2009, Laura fue Directora Artística en la primera edición del Hollywood Festival de Cine brasileño en Los Ángeles. Al año siguiente, Laura escribió y produjo el cortometraje Viver! que fue premiado en Festival de Cannes de Cortometrajes.

## Como guionista
Fue primero script doctor de guion en la película Un Cartomante (2004).  Más tarde escribió las primeras versiones de la película Eliana em o Segredo dos Golfinhos, liberado en 2005. Ayudó al director Eric Eason en Journey to the End of the Night (2006) en ubicaciones brasileñas. En 2009, Laura colaboró en la comedia Embarque Imediato, en 2010, otra película en qué Laura proporcionó guiones, Nosso Lar, liberado con gran éxito, logrando el sitio N.º 5 de todos los tiempos en Brasil. Laura ha guionado en preproducción: Deserto, una coproducción con Chile; y O Fio, una coproducción con Italia.

## Vida personal
Laura tiene dos hijas, Luisa (2001) y Alice (2003), de su matrimonio con el actor brasileño Danton Mello.